# McLaren MP4/9
A McLaren MP4/9 egy Formula–1-es versenyautó, amit a McLaren tervezett az 1994-es bajnokságra. Az idényben a finn Mika Häkkinen és a brit Martin Brundle vezették, illetve egyetlen futam erejéig a Häkkinen helyett beugró Philippe Alliot tesztpilóta.
Ezzel történt a sportágban a Peugeot, mint motorgyártó debütálása, és ez volt az utolsó McLaren, amely Shell üzemanyagot használt.

## A szezon
Ebben az évben a sportágban betiltottak több, a pilótákat segítő mechanizmust, mint az aktív felfüggesztést, a féksegédletet, a blokkolásgátlót, és a kipörgésgátlót. Ezeket ki is szerelték az autóból, amely külsőre hasonlatos maradt ez előző évi modellhez. A motort viszont lecserélték, az előző évi Ford-motor helyett a Peugeot V10-es motorjait használták. Az első, A4-es kódjelű motor gyenge és megbízhatatlan volt, ezért a harmadik versenytől kezdve a feljavított és erősebb A6-ost használták, amely azonban még mindig rendkívül hajlamos volt a meghibásodásra, és csak az olasz nagydíjtól kezdve változott a helyzet.
A konfliktusokat kiélezte, hogy a Peugeot kérésére a francia Philippe Alliot lett a csapat tesztpilótája, akit ők többre tartottak, mint Martin Brundle-t, akit a McLaren favorizált. Ron Dennis jobban bízott Brundle-ban, mint Alliotban, mert mindketten 1984 óta voltak a Formula–1-ben, és Alliot sokkal hajlamosabb volt arra, hogy balesetekbe keveredjen. Ezért nem is ő kapta a második ülést, hanem csak a magyar nagydíjon ülhetett volán mögé, amikor Häkkinen egy versenyes eltiltás miatt nem versenyezhetett.
Az autó a korábbiakhoz képest nagyon gyenge lett, egyetlen futamot sem tudtak vele nyerni (amire 1980 óta nem volt példa), és a Peugeot-motor is meghibásodásra hajlamos volt (noha a Peugeot 905-ös versenyautóban kiforrott motor volt az alapja, amely kétszer is megnyerte a Le Mans-t). A középmezőnynek azért elég erős tagja volt, és amikor be tudtak vele fejezni egy versenyt, azt jobbára pontszerző helyen tették, ebből nyolcszor a dobogón. Ron Dennis azt feltételezte, hogy a két francia gyártó, a Renault és a Peugeot között lesz akkora rivalizálás az év során, hogy az folyamatos fejlesztésekhez vezessen. Ehelyett banális és durva hibák jellemezték, melyek a versenyképesség rovására mentek. Köztük volt a brit nagydíj rajtja, ahol Brundle motorja a kigyorsításkor látványos módon kigyulladt. MIndez végül oda vezetett, hogy az év végével szerződést bontottak a motorszállítóval, és az Ilmor-Mercedesszel szerződtek le.

## Eredmények
| Év   | Csapat                   | Motor           | Gumik | Pilóták         | 1   | 2   | 3   | 4   | 5   | 6   | 7   | 8   | 9   | 10  | 11  | 12  | 13  | 14  | 15  | 16  | Pontok | Helyezés |
| ---- | ------------------------ | --------------- | ----- | --------------- | --- | --- | --- | --- | --- | --- | --- | --- | --- | --- | --- | --- | --- | --- | --- | --- | ------ | -------- |
| 1994 | Marlboro McLaren Peugeot | Peugeot A4 / A6 | G     |                 | BRA | PAC | SMR | MON | ESP | CAN | FRA | GBR | GER | HUN | BEL | ITA | POR | EUR | JPN | AUS | 42     | 4.       |
| 1994 | Marlboro McLaren Peugeot | Peugeot A4 / A6 | G     | Mika Häkkinen   | KI  | KI  | 3   | KI  | KI  | KI  | KI  | 3   | KI  |     | 2   | 3   | 3   | 3   | 7   | 12  | 42     | 4.       |
| 1994 | Marlboro McLaren Peugeot | Peugeot A4 / A6 | G     | Philippe Alliot |     |     |     |     |     |     |     |     |     | KI  |     |     |     |     |     |     | 42     | 4.       |
| 1994 | Marlboro McLaren Peugeot | Peugeot A4 / A6 | G     | Martin Brundle  | KI  | KI  | 8   | 2   | 11  | KI  | KI  | KI  | KI  | 4   | KI  | 5   | 6   | KI  | KI  | 3   | 42     | 4.       |